# Hondingen
Hondingen ist ein Ortsteil der Stadt Blumberg im Schwarzwald-Baar-Kreis in Baden-Württemberg. Der Ort wurde im Zuge der Gemeindegebietsreform in Baden-Württemberg am 1. April 1972 nach Blumberg eingemeindet.

## Lage und Verkehrsanbindung
Hondingen liegt nordöstlich der Kernstadt von Blumberg und östlich von Riedböhringen. Am westlichen Ortsrand fließt der Mühlbach. Westlich des Ortes verläuft die B 27 und südlich die Landesstraße L 185. Nordöstlich erstreckt sich das 1,76 ha große Naturschutzgebiet Hondinger Zisiberg.